# 福利亚河畔蒙特卡尔沃
福利亞河畔蒙特卡尔沃（義大利語：Montecalvo in Foglia，或纯音译为蒙特卡尔沃-因福利亚）是意大利佩萨罗-乌尔比诺省的一个市镇。总面积18.24平方公里，人口2768人，人口密度151.8人/平方公里（2008年）。ISTAT代码为041030。